# Eduard Wölfflin
Eduard Wölfflin (Basilea, 1º gennaio 1831 – Basilea, 8 novembre 1908) è stato un filologo classico e latinista svizzero.
Fu padre dello storico dell'arte Heinrich Wölfflin (1864-1945).

## Biografia
Dal 1848 al 1854, studiò presso le Università di Basilea e Gottinga, dove fu allievo di Karl Friedrich Hermann. Dopo la laurea, lavorò come assistente bibliotecario presso l'Università di Basilea (1854-61).
Fu insegnante di scuola a Winterthur (1861-71), e nel frattempo divenne professore associato di filologia latina (1869). Nel 1871 ottenne la cattedra di professore ordinario all'Università di Zurigo. Dal 1875 al 1880, fu professore all'Università di Erlangen, e dal 1880 al 1906 fu professore all'Università di Monaco.

## Opere
- De Lucii Ampelii libro Memoriali quaestiones criticae et historicae. Göttingen 1854.
- Caecilii de Balbi nugis philosophorum quae sunt super, Basel 1855.
- Polyaeni libri octo strategicon, Leipzig 1860.
- Livianische Kritik und Livianischer Sprachgebrauch, Berlin 1864.
- Publii Syri sententiae. Leipzig 1869
- Antiochos von Syrakus und Coelius Antipater, 1872.
- Lateinische und romanische Comparation, 1878.
- Zur Composition der Historien des Tacitus, 1901.[3][4]